# Едуард II (п'єса)
«Едуард ІІ» (англ. Edward the Second) — п’єса англійського драматурга Крістофера Марло, написана 1592 року.

## Сюжет
П’єса описує життя чинного короля Едуарда II, який, користуючись своєю владою, наближає до себе численних фаворитів та усвідомлює власну нікчемність лише після того, як його позбавляє престолу політичний супротивник лорд Мортимер Молодший, котрий на словах діє на благо Англії, але, зайнявши трон, перетворюється на тирана і теж втрачає престол.